# Alejandro Sanz: Los Conciertos
Alejandro Sanz: Los Conciertos es un digipack de edición limitada que incluye 4 DVD de las 4 giras que realizó el cantante entre los años 1998 y 2004, bajo el sello de Warner Music. A pesar de que hasta esa fecha se habían lanzado los DVD de manera independiente y registrando excelentes ventas, la compañía quería explotar al máximo este material, por lo que decidió lanzar este estuche, añadiendo solo un libreto con imágenes de los 4 conciertos. De éste digipack se hicieron solo 10 000 copias, y no contó con promoción ni publicidad alguna, ni tampoco ingresó a las listas de ventas en España  

## El Concierto Tour MÁS
Este DVD se grabó en el Palau San Jordi de Barcelona los días 18 y 19 de junio de 1998. Su duración es de 95 minutos aproximadamente.

### Lista de canciones
1. Intro
2. Hoy que no estas.
3. La margarita dijo no
4. Ese último momento
5. Y, ¿si fuera ella?
6. Un charquito de estrellas.
7. Quiero morir en tu veneno
8. Siempre es de noche.
9. Mi soledad y yo
10. Viviendo deprisa
11. La fuerza del corazón
12. Si hay dios.
13. ¿Lo ves?
14. Aquello que me diste
15. Amiga mía.
16. Por bandera
17. Presentación de los músicos
18. Corazón partío
19. Bulerías: Nuevo día, Bulerías de Manuel, Verde aceituna, La cigarra
20. Se le apago la luz, Eres mía, Pisando fuerte, Mi primera canción, Y, ¿si fuera ella?, Corazón partío, Todo es de color.

## El Alma Al Aire En Directo
Grabado en el estadio Vicente Calderón de Madrid, el 28 de junio de 2002. Tiene una duración aproximada de 130 minutos. 

### Lista de canciones
1. Tiene que ser pecado
2. Aquello que me diste.
3. Ese último momento
4. Llega, llegó soledad
5. Cuando nadie me ve
6. Me iré
7. Hay un universo de pequeñas cosas.
8. Siempre es de noche
9. Si tu me miras, La fuerza del corazón, Si hay dios, Viviendo deprisa,
10. Hoy que no estas
11. Mi soledad y yo.
12. El alma al aire
13. Amiga mía
14. Y, ¿si fuera ella?
15. Quisiera ser
16. Bulería
17. ¿Lo ves?
18. Corazón partío: con Antonio y José Miguel Carmona, Niña Pastori, Malú, Miguel Bosé, Sara Baras.

- También contiene una serie de extras: entrevista con Santiago Segura, making-of, discografía, galería de fotos, músicos.

## MTV Unplugged
Grabado en el Gusman Theatre de Miami (Florida). Tiene una duración de 80 minutos aprox. 

### Lista de canciones
1. Todo es de color.
2. Aprendiz
3. Toca para mi
4. Quiero morir en tu veneno
5. Siempre es de noche
6. Quisiera ser
7. Cuando nadie me ve
8. Y solo s eme ocurre amarte
9. Como te echo de menos.
10. Se le apago la luz
11. Lo que fui es lo que soy
12. Corazón partío
13. Amiga mía

- También contiene contenido extra: Biografía, MTV unplugged-ficha técnica, discografía, álbum de fotos, salvapantallas para el ordenador, tapices MTV.

## Gira No Es Lo Mismo 2004
Desde la plaza de toros de Las Ventas de Madrid. Grabado los días 14 y 16 de septiembre de 2004. Tiene una duración aproximada de 130 minutos. 

### Lista de canciones
1. . 12 por 8
2. Eso
3. Quisiera ser
4. Cuando nadie me ve
5. Labana
6. Hoy llueve, hoy duele
7. La fuerza del corazón
8. Regálame la silla donde te espere
9. He sido tan feliz contigo (con Daniela Mercury)
10. Try to save your song
11. Yo se que la gente piensa
12. ¿Lo ves?
13. El alma al aire
14. Y solo se me ocurre amarte
15. Aprendiz (con Malú)
16. Corazón partío
17. Y, ¿si fuera ella?, Amiga mía, Mi soledad y yo.
18. No es lo mismo

- Extras: No es lo mismo (opción multiángulo), galería de fotos.

## Datos Técnicos
- Duración: 435 MINUTOS.
- Formato TV (DVD): 16:9/4:3.
- Sonido idiomas (DVD): DOLBY DIGITAL 5.1 / DOLBY DIGITAL 2.0.
- Extras (DVD): ENTREVISTAS, DOCUMENTAL, MAKING OF, DISCOGRAFIA, Galería de FOTOS, OPCION MULTIANGULO.

## Personal
- Luis Dulzaides - Percusión
- Juan Carlos "Diez Pianos" García - Técnico
- Luis Aquino - Trompeta
- Mike Ciro - Director, guitarra eléctrica
- Carlos Martin - Teclados, percusión, trombón, Trompetas
- Alfonso Pérez - Coros, guitarra eléctrica, teclados
- Steve Rodríguez - Bajo
- Txell sust - Coros
- Fernando Díaz - Ingeniero, mezclas
- Selan Lerner - Coros, teclados
- Alejandro Sanz - Voz principal
- Nathaniel Townsley - Batería
- Javier Vercher - Flauta, Saxofón